# Cryptocanthon medinae
Cryptocanthon medinae là một loài bọ cánh cứng trong họ Bọ hung (Scarabaeidae).